# Angelo Massarotti
Angelo Innocente Massarotti  (* 1653 in Cremona; † 1723 ebenda) war ein italienischer Maler des Hochbarock, der hauptsächlich in Cremona und Rom tätig war.

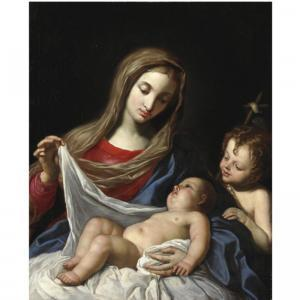
Madonna mit Kind und Hlg. Johannes

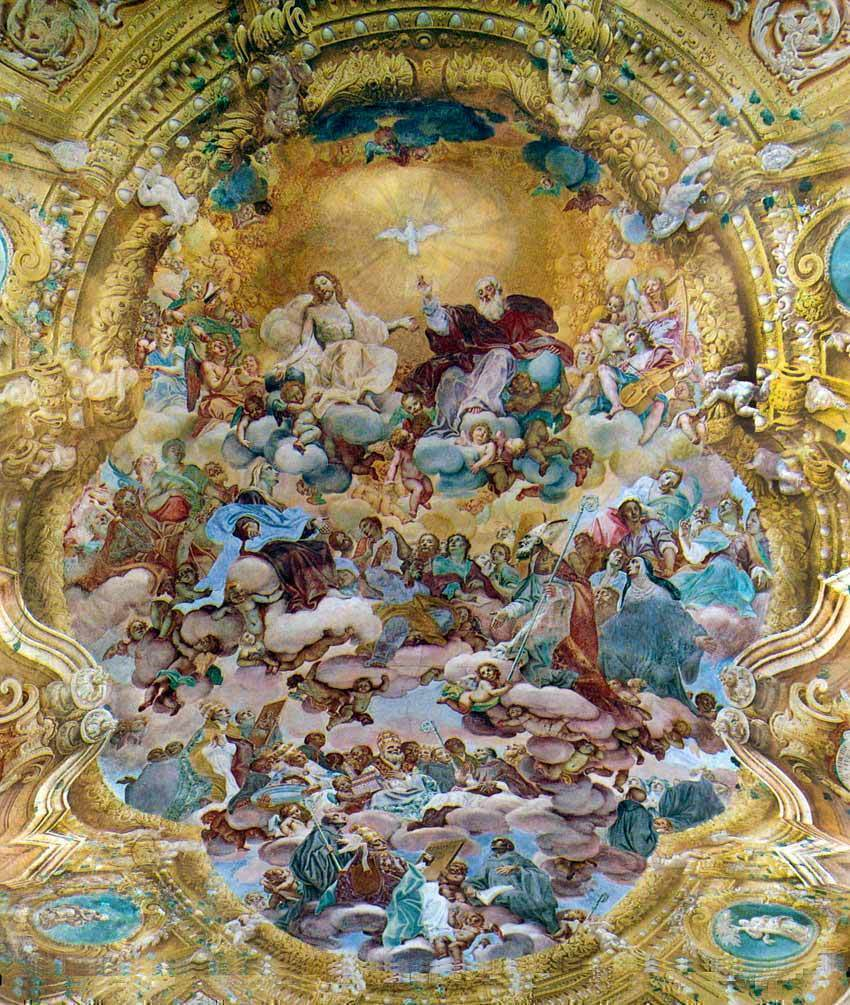
Fresko, Klosterkirche San Benedetto, Cremona

## Biographie
Angelo Massarotti ist ein Cremoneser Maler, der zwischen dem 17. und 18. Jahrhundert tätig war. In der Schule von Agostino Bonisoli lernte er die Elemente des bolognesischen Klassizismus kennen, dann ging er 1675 mit Carlo Cesi nach Rom, wo er die vatikanischen Fresken von Raffael und Giulio Romano studierte und kopierte.
Er traf Carlo Maratti und erhielt den Auftrag für die Kirche Santa Anastasia (1678) sowie für die Freskendekoration und fünf Gemälde für die Kapelle Santa Lutgarda in der Kirche San Salvatore in Lauro in Rom (1679–1680).
1680 wurde er an der Accademia di San Luca aufgenommen und kehrte 1681 nach Cremona zurück. Von den fünf Gemälden des Oratoriums Santa Maria Annunziata (Arco-ospedale von Santo Spirito in Sassia) wurde das erste 1680 in Rom und die anderen vier in Cremona fertiggestellt.
Nach verschiedenen Reisen und Arbeiten in Norditalien ließ sich Angelo Massarotti dauerhaft in Cremona nieder, wo er 1723 starb und nach seinen letzten Wünschen in der Kirche des Franziskanerklosters Corpus Domini begraben wurde.
Zu seinen Schülern gehörten Giovanni Angelo Borroni, Pietro Frassi und Sigismondo Benini.

## Werke
Cremona
- Der heilige Augustinus meditiert über das Geheimnis der Dreifaltigkeit., Presbyterium San Agostino
- Die gekrönte Jungfrau mit Monica und dem Heiligen Nikolaus von Tolentino., Kirche Sant Ilario
- Erholung von der Flucht nach Ägypten, Öl auf Leinwand, Kirche von San Paolo (zu Beginn)

Gemälde der römischen Periode
- Allegorie von Glück und Herkules am Scheideweg, Palazzo del Commendatore, Ospedale di S. Spirito, Rom
- Madonna mit Kind[3]

Gemälde der cremoner Periode
- Madonna zertritt die Schlange mit Hlg. Nikolaus von Tolentino (und der Familie des Käufers), Kirche San Ilario
- Ruhe auf der Flucht nach Ägypten und Anbetung der Hirten[4]
- Madonna mit Kind und Hlg. Johannes, Öl auf Leinwand, 90 × 74 cm